# Piccadilly Theatre
Piccadilly Theatre – teatr w Londynie, przy ulicy Denman Street w granicach administracyjnych City of Westminster, zaliczany do teatrów West Endu i należący do Ambassador Theatre Group. Obiekt czerpie swoją nazwę od pobliskiego Piccadilly Circus. 

## Historia
Teatr został otwarty 27 kwietnia 1928 roku w budynku, którego architektami byli Bertie Crewe i Edward A. Stone. Widownia liczyła pierwotnie 1395 miejsc, jednak podczas modernizacji w 2006 roku została zmniejszona do 1232 foteli. Już w sierpniu 1928 obiekt został przejęty przez amerykańską wytwórnię filmową Warner Brothers, która urządziła w nim pierwsze w Wielkiej Brytanii kino dysponujące sprzętem niezbędnym do wyświetlania filmów dźwiękowych. W listopadzie 1929 budynek ponownie stał się teatrem. W latach 30. Piccadilly funkcjonowało jako luksusowa restauracja z kabaretem. Budynek doznał poważnych uszkodzeń podczas II wojny światowej, po której został otwarty dopiero na początku lat 50. Od tego czasu - podobnie jak w większości teatrów West Endu - jest tam prezentowany repertuar oparty na musicalach, spektaklach rewiowych i stosunkowo lekkich utworach dramatycznych. 